# Диян Петков
Диян Петков Димов е бивш български футболист, офанзивен полузащитник. Роден е на 4 август 1967 г. в Бургас. Висок е 170 см и тежи 74 кг.

## Кариера
Играл е за Нефтохимик, Черноморец, Локомотив (Пловдив), Локомотив (София), Слънчев бряг и Белененсеш (Португалия). В А група има 268 мача и 64 гола. Вицешампион през 1995 и бронзов медалист през 1996 г. с Локомотив (Сф) и финалист за купата на страната през 1989 г. с Черноморец. В евротурнирите има 14 мача и 2 гола (4 мача с 1 гол за Локомотив (Сф) и 2 мача с 1 гол за Черноморец в КНК, 4 мача за Локомотив (Сф) и 2 мача за Нафтекс в турнира за купата на УЕФА). За националния отбор има 1 мач. Бивш треньор на Поморие, Черноморец и Нафтекс. На 1 юли 2009 г. Диян Петков е официално представен като нов старши треньор на ОФК Сливен 2000. От 23 ноември 2010 г. до октомври 2011 г. е старши треньор на Локомотив (Сф) след отстраняването от поста на Димитър Васев. От 2012 до 2013 г. е скаут на Черноморец. От 7 април 2014 г. е асистент на Димитър Васев в Локомотив (Сф).

## Статистика по сезони
- Нефтохимик - 1984/85 - Б група, 6 мача/1 гол
- Нефтохимик - 1985/86 - Б група, 24/4
- Нефтохимик - 1986/87 - Б група, 31/9
- Нефтохимик - 1987/88 - Б група, 33/12
- Черноморец - 1988/89 - Б група, 31/5
- Черноморец - 1989/90 - А група, 22/3
- Черноморец - 1990/91 - А група, 28/7
- Черноморец - 1991/92 - А група, 28/4
- Черноморец - 1992/93 - А група, 29/7
- Локомотив (Пд) - 1993/94 - А група, 21/3
- Локомотив (Сф) - 1994/95 - А група, 25/10
- Локомотив (Сф) - 1995/96 - А група, 23/8
- Локомотив (Сф) - 1996/97 - А група, 23/5
- Белененсеш - 1997/ес. - Португалска Суперлига, 6/1
- Локомотив (Сф) - 1998/пр. - А група, 9/0
- Нефтохимик - 1998/99 - А група, 14/2
- Нефтохимик - 1999/00 - А група, 18/3
- Нефтохимик - 2000/ес. - А група, 7/2
- Локомотив (Сф) - 2001/пр. - А група, 4/0
- Слънчев бряг - 2001/02 - В група, 21/6